# Islandia (Yavarí)
Islandia es una localidad peruana capital del distrito del Yavarí, ubicado en la provincia de Mariscal Ramón Castilla en el departamento de Loreto. Se halla en una zona inundable a orillas del río Yavarí por lo que sus edificios y algunas veredas están construidos a modo de palafitos, de allí su nombre. En 2017 tenía una población de 2310 hab.
Se encuentra muy cerca de la localidad fronteriza brasileña de Benjamin Constant.

## Geografía
Islandia esta en una zona de tierras bajas, pasa la mayor parte del año inundada, por lo que los edificios se elevan sobre pilotes de más de dos metros sobre el suelo. El movimiento de los residentes son en los puentes, con ningún movimiento de vehículos.

## Historia
En este distrito de la Amazonia peruana habita la etnia conocida como ticuna o tikuna, que se autodenominan du-ûgü. Se trata de un grupo sin clasificar.

## Turismo
A diferencia de su hermana Santa Rosa de Yavarí, en Islandia es muy concurrido el turismo.
Se puede ver a los delfines rosados y disfrutar de la maravillosa diversidad que tiene al su alrededor.
La zona está considerada un área de protección del medio ambiente peruano desde 1990.

## Comercio
El comercio es tan intenso como en Santa Rosa de Yavarí, también porque esta localidad cumple la función de Pueblo-Ciudad.
Acá paran llegando los barcos o como se le conoce regionalmente Las Lanchas que provienen de Iquitos, Caballococha, Amelia y entran los barcos de Benjamin Constant (Amazonas), Atalaia do Norte y más.
- Datos: Q19414184
- Multimedia: Islandia (Peru) / Q19414184

1. ↑  Worldpostalcodes.org, código postal n.º 16251.